# ワークス〜ピンク・フロイドの遺産
『ワークス〜ピンク・フロイドの遺産』（原題:Works）は、1983年に発売されたプログレッシブ・ロック・バンド、ピンク・フロイドのコンピレーション・アルバム。各国で発売されてはいるが、本作はアメリカのキャピトル・レコードが発売元となっている。
デビュー曲「アーノルド・レーン」から『狂気』（1973年）のナンバーまで幅広く収録されている。最終トラックの「エンブリオ」は、ハーヴェスト・レコードから1970年に発表されたオムニバス・アルバム『Picnic - A Breath of Fresh Air』に提供された楽曲で、ピンク・フロイド名義のアルバムでは長い間本作にしか収録されていなかったが、後に『アーリー・イヤーズ 1967―1972』にも収録された。

## 収録曲
1. One of These Days/吹けよ風、呼べよ嵐
2. Arnold Layne/アーノルド・レーン （疑似ステレオバージョン）
3. Fearless/フィアレス
4. Brain Damage/狂人は心に
5. Eclipse/狂気日食
6. Set the Controls for the Heart of the Sun/太陽讃歌
7. See Emily Play/シー・エミリー・プレイ （疑似ステレオバージョン）
8. Several Speicies of Small Funny Animals Gathered Together in a Cave and Grooving with a Pict/毛のふさふさした動物の不思議な歌
9. Free Four/フリー・フォア
10. Embryo/エンブリオ